# Cyperus bulbosus
Cyperus bulbosus är en halvgräsart som beskrevs av Vahl. Cyperus bulbosus ingår i släktet papyrusar, och familjen halvgräs. Inga underarter finns listade i Catalogue of Life.